# Bo Lindell
Bo Gustaf Lindell, född 1 augusti 1922 i Stockholm, död 10 november 2016, var en svensk fysiker, professor och generaldirektör.

## Biografi
Lindell gick ut från Kungliga tekniska högskolan 1949 och tog filosofie licentiatexamen i Stockholm 1953. Han arbetade som fysiker vid Radiofysiska institutionen 1948–1965. Han kom att arbeta nära Rolf Sievert som han i flera avseenden kom att efterträda.
Han blev filosofie doktor 1965 med en avhandling om riskbedömning av låga stråldoser och blev därefter professor och föreståndare vid Statens strålskyddsinstitut 1965–1982, samt generaldirektör för samma myndighet 1980–1982. Lindell var sekreterare i International Commission on Radiological Protection 1957–1962. Han blev organisationens vice ordförande 1969 och var ordförande 1977–1985. Han var också Sveriges ombud i FN:s vetenskapliga strålningskommitté 1965–1988 och blev ordförande för Riskkollegiet 1988.
Lindell utvecklade i samarbete med Arne Hedgran principen för optimering av strålskydd samt policyn för det svenska reaktorstrålskyddet, innebärande begränsning av den kollektiva stråldosen från kärnkraftverk per producerad energimängd. Förslaget fick ett positivt mottagande även internationellt och användes i FN:s vetenskapliga strålningskommittés (UNSCEAR) rapporter från 1972.
Lindell blev ledamot av Kungliga Ingenjörsvetenskapsakademien 1976 och teknologie hedersdoktor 1982.
Han har författat flera skrifter om radiofysik, strålskydd och riskfrågor, där han analyserat risken från låga stråldoser och utvecklat förhållningssätt för hur dessa risker ska ställas i relation till andra risker. Hans magnum opus är de fyra böckerna i sviten om strålningens, radioaktivitetens och strålskyddets historia, med titlarna Pandoras ask, Damokles svärd, Herkules storverk och Sisyfos möda.

## Utmärkelser
År 2017 instiftade ICRP "The Bo Lindell Medal for the Promotion of Radiological Protection", för att hedra Lindells minne och insatser som ICRP:s vetenskaplige sekreterare 1957–1962, ledamot 1963–1985 varav som ordförande 1977–1985, samt för hans många betydelsefulla bidrag inom strålskyddsområdet, bland annat vid framtagandet av ICRP:s rekommendationer 1977, ICRP publikation 26, som är grundläggande för dagens strålskyddsfilosofi.
Medaljen delas ut till en person som är i början eller i mitten av sin karriär och som gör betydande bidrag inom strålskyddsområdet. Medaljen delas normalt ut vartannat år, men den första delades ut 2018 vid ICRP:s 90-årsjubileum i Bo Lindells hem i Stockholm.

### Pristagare
- 2018 – Nicole E. Martinez (USA)
- 2019 – Elizabeth Ainsbury (UK)
- 2021 – Haruyuki Ogino (Japan)

### Strålningens, radioaktivitetens och strålskyddets historia
- 1996 –  Pandoras ask: strålningens, radioaktivitetens och strålskyddets historia. Del 1, Tiden före andra världskriget. Libris 7644498. ISBN 91-7486-347-9
  - 2019 –  Pandora's Box. The History of Radiation, Radioactivity, and Radiological Protection. Part I. The Time Before World War II. Översättning: Helen Johnson. Nordic Society for Radiation Protection. ISBN 978-1-0701-2650-0. http://www.nks.org/en/news/bo-lindells-history-of-radiation-radioactivity-and-radiological-protection.htm
- 1999 –  Damokles svärd: strålningens, radioaktivitetens och strålskyddets historia. Del 2, 1940-talet. Libris 8374774. ISBN 91-7486-779-2
  - 2019 –  The Sword of Damocles. The History of Radiation, Radioactivity, and Radiological Protection. Part II. The 1940s.. Översättning: Helen Johnson. Nordic Society for Radiation Protection. ISBN 978-1-0824-1870-9. http://www.nks.org/en/news/bo-lindells-history-of-radiation-radioactivity-and-radiological-protection.htm
- 2003 –  Herkules storverk: strålningens, radioaktivitetens och strålskyddets historia. Del 3, Åren 1950-1966. Libris 9065435. ISBN 91-7486-744-X
  - 2020 –  The Labours of Hercules. The History of Radiation, Radioactivity, and Radiological Protection. Part III. 1950-1966. Översättning: Helen Johnson. Nordic Society for Radiation Protection. ISBN 979-8-6272-0913-5. http://www.nks.org/en/news/bo-lindells-history-of-radiation-radioactivity-and-radiological-protection.htm
- 2011 –  Sisyfos möda: strålningens, radioaktivitetens och strålskyddets historia. Del 4, Åren 1967-1999+. Libris 11855630. ISBN 978-91-7353-397-3
  - 2020 –  The Toil of Sisyphus. The History of Radiation, Radioactivity, and Radiological Protection. Part IV. 1967-1999+. Översättning: Helen Johnson. Nordic Society for Radiation Protection. ISBN 979-8-6512-0336-9. http://www.nks.org/en/news/bo-lindells-history-of-radiation-radioactivity-and-radiological-protection.htm

### ICRP:s historia
- Lindell, Bo (1999). ”A brief history of ICRP. Part 1 - the early years (1928-1958)”. Radiological protection bulletin (Print) (Harwell, Oxon : National Radiological Protection Board, 1972-2000) 1999 (209),:  sid. 5-9. ISSN 0308-4272. ISSN 0308-4272 ISSN 0308-4272. http://www.nrpb.org.uk/Rpb.htm. Libris 2795119

- Lindell, Bo (1999). ”A brief history of ICRP. Part 2 - the middle years (1959-1976)”. Radiological protection bulletin (Print) (Harwell, Oxon : National Radiological Protection Board, 1972-2000) 1999 (210),:  sid. 5-8. ISSN 0308-4272. ISSN 0308-4272 ISSN 0308-4272. http://www.nrpb.org.uk/Rpb.htm. Libris 2801308

- Lindell, Bo (1999). ”A brief history of ICRP. Part 3 - radiological protection for the 21st century”. Radiological protection bulletin (Print) (Harwell, Oxon : National Radiological Protection Board, 1972-2000) 1999 (211),:  sid. 5-8. ISSN 0308-4272. ISSN 0308-4272 ISSN 0308-4272. http://www.nrpb.org.uk/Rpb.htm. Libris 2811478

### Övrigt
- 1961 -  (på engelska) Ionizing radiation and health. Public health papers, 0555-6015 ; 6. Geneva. Libris 515106
- 1971 - (på engelska) International recommendations on permissible releases of radioactive materials. Stockholm. Libris 1185223
- 1972 -  Kärnkraften, människan och säkerheten. Publica, 0346-6388. Stockholm: LiberFörl. Libris 8350733. ISBN 9138013053
- 1980 -  Riskfilosofi inom strålskyddsverksamheten. Arbetsdokument - Statens strålskyddsinstitut, 0281-1359 ; 1980:38. Stockholm: Statens strålskyddsinst. Libris 548180
- 1986 -  Strålrisker och Tjernobylolyckan. Vår föda. Suppl., 0346-7341 ; 38:3. Uppsala: Statens livsmedelsverk. Libris 584794
- 1988 -  (på engelska) How safe is safe enough?. Lauriston S. Taylor lectures in radiation protection and measurements, 0277-9196 ; 12. Bethesda, Md.: National Council on Radiation Protection and Measurements. Libris 6768786. ISBN 0913392995